# Land of Dreams
Land of Dreams is een studioalbum uit 1988 van de Amerikaanse singer-songwriter Randy Newman. Op dit achtste studioalbum breekt Newman met de traditie om zich in zijn teksten enkel te verplaatsen in een ander, vaak onaangenaam karakter. Enkele songs op het album gaan over zijn eigen jeugd in New Orleans. Het album ontving voornamelijk goede recensies, zoals de meeste van Newmans platen. Verkoopsucces bleef uit, hoewel "It's Money that Matters" een kleine hit opleverde.

## Tracklist
1. "Dixie Flyer" – 4:10
2. "New Orleans Wins the War" – 3:27
3. "Four Eyes" – 3:34
4. "Falling in Love" – 3:00
5. "Something Special" – 3:07
6. "Bad News from Home" – 2:45
7. "Roll with the Punches" – 3:29
8. "Masterman & Baby J" – 3:27
9. "Red Bandana" – 2:35
10. "Follow the Flag" – 2:15
11. "It's Money that Matters" – 4:04
12. "I Want You to Hurt Like I Do" – 4:07